# Advanced Micro Devices
Advanced Micro Devices, Inc. (AMD) es una compañía estadounidense de semiconductores con sede en Santa Clara, California, que desarrolla procesadores de computación y productos tecnológicos similares de consumo. Sus productos principales incluyen microprocesadores, chipsets para placas base, circuitos integrados auxiliares, procesadores embebidos y procesadores gráficos para servidores, estaciones de trabajo, computadores personales y aplicaciones para sistemas embebidos.
AMD es el segundo proveedor de microprocesadores basados en la arquitectura x86 y también uno de los más grandes fabricantes de unidades de procesamiento gráfico. También posee un 8,6 % de Spansion, un proveedor de memoria flash no volátil. En 2011, AMD se ubicó en el lugar 11 en la lista de fabricantes de semiconductores en términos de ingresos.

## Historia corporativa

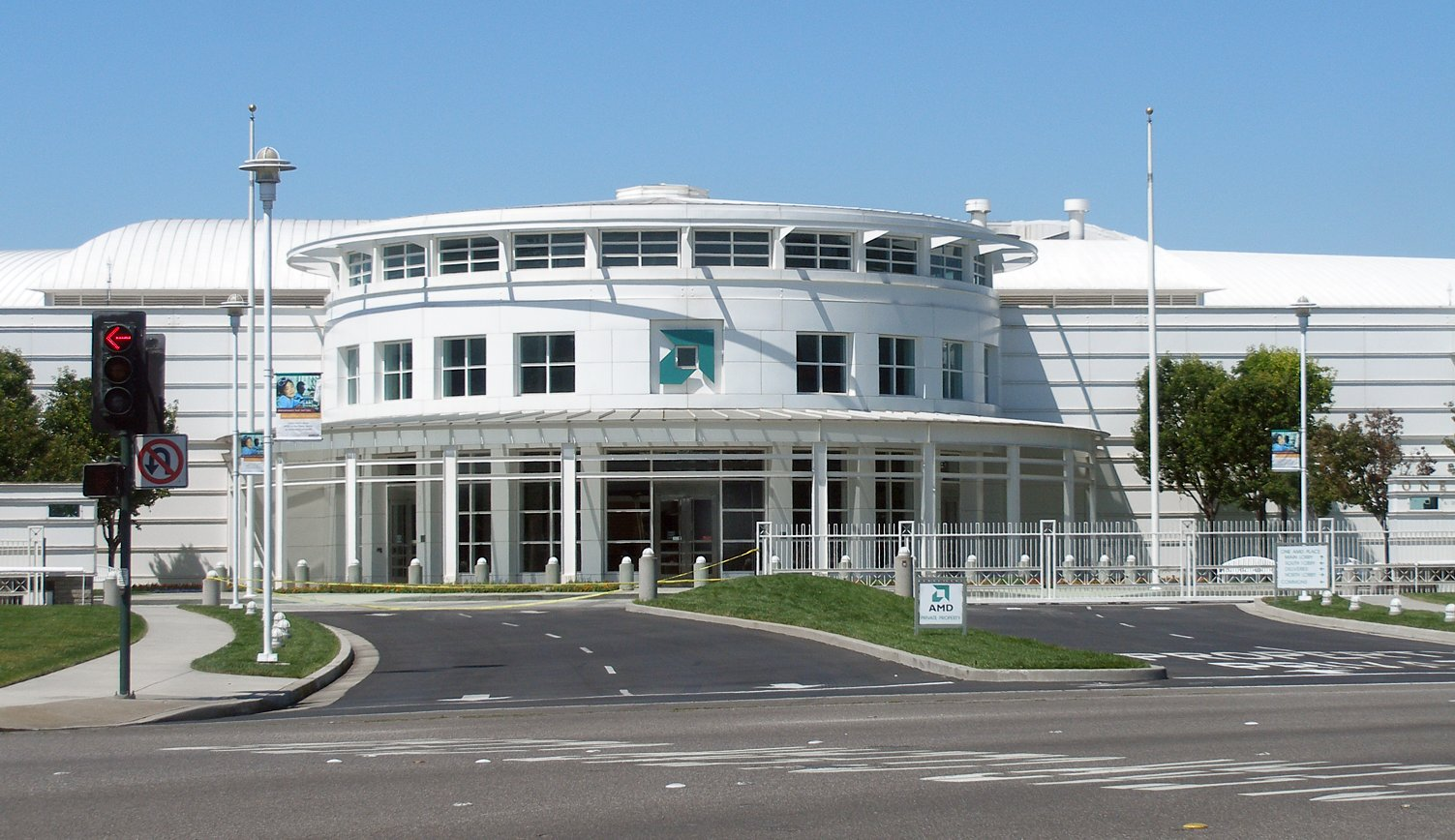
Sede de AMD en Sunnyvale, California.

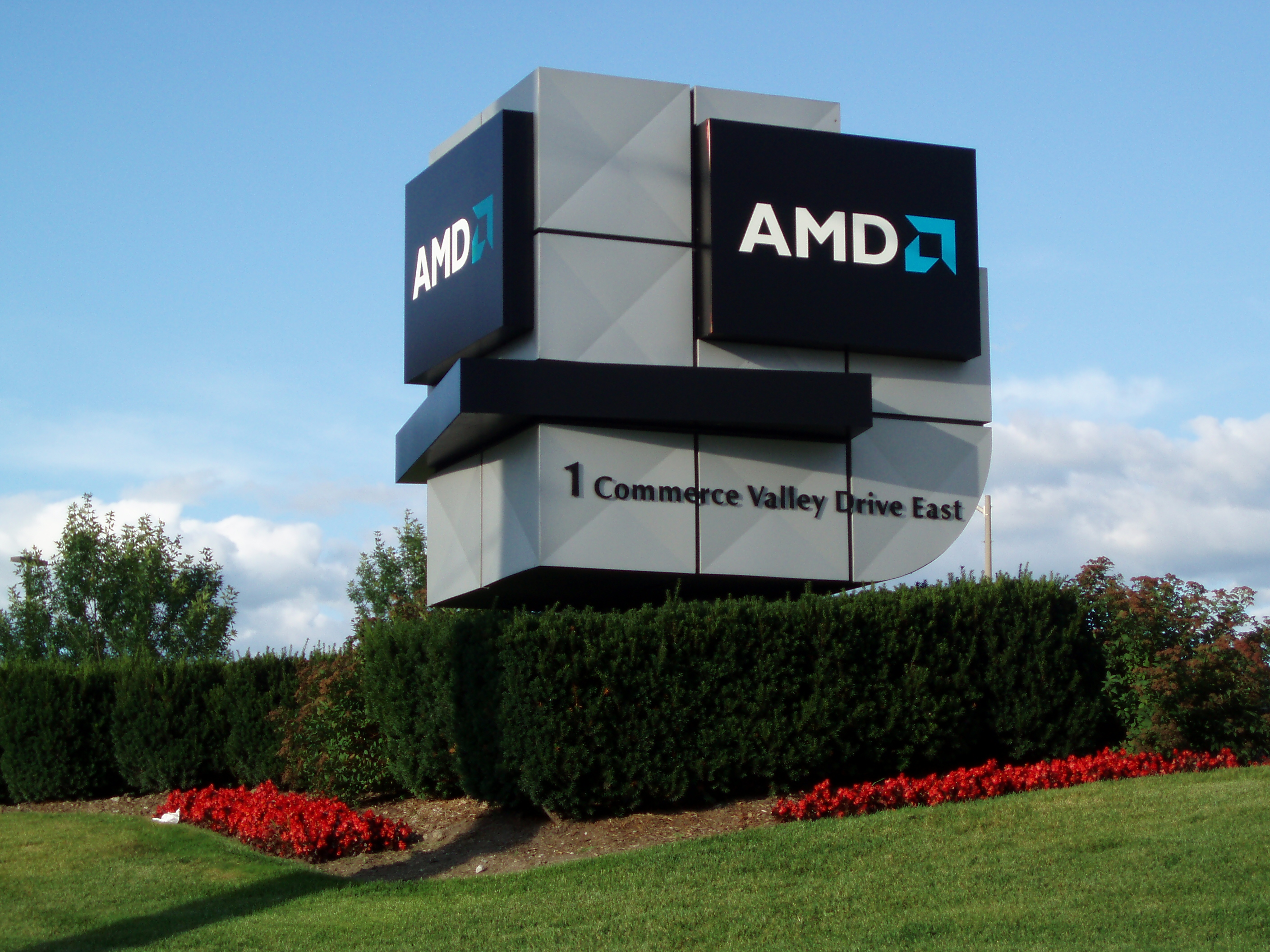
AMD Markham en Canadá, antiguamente sede de ATI.

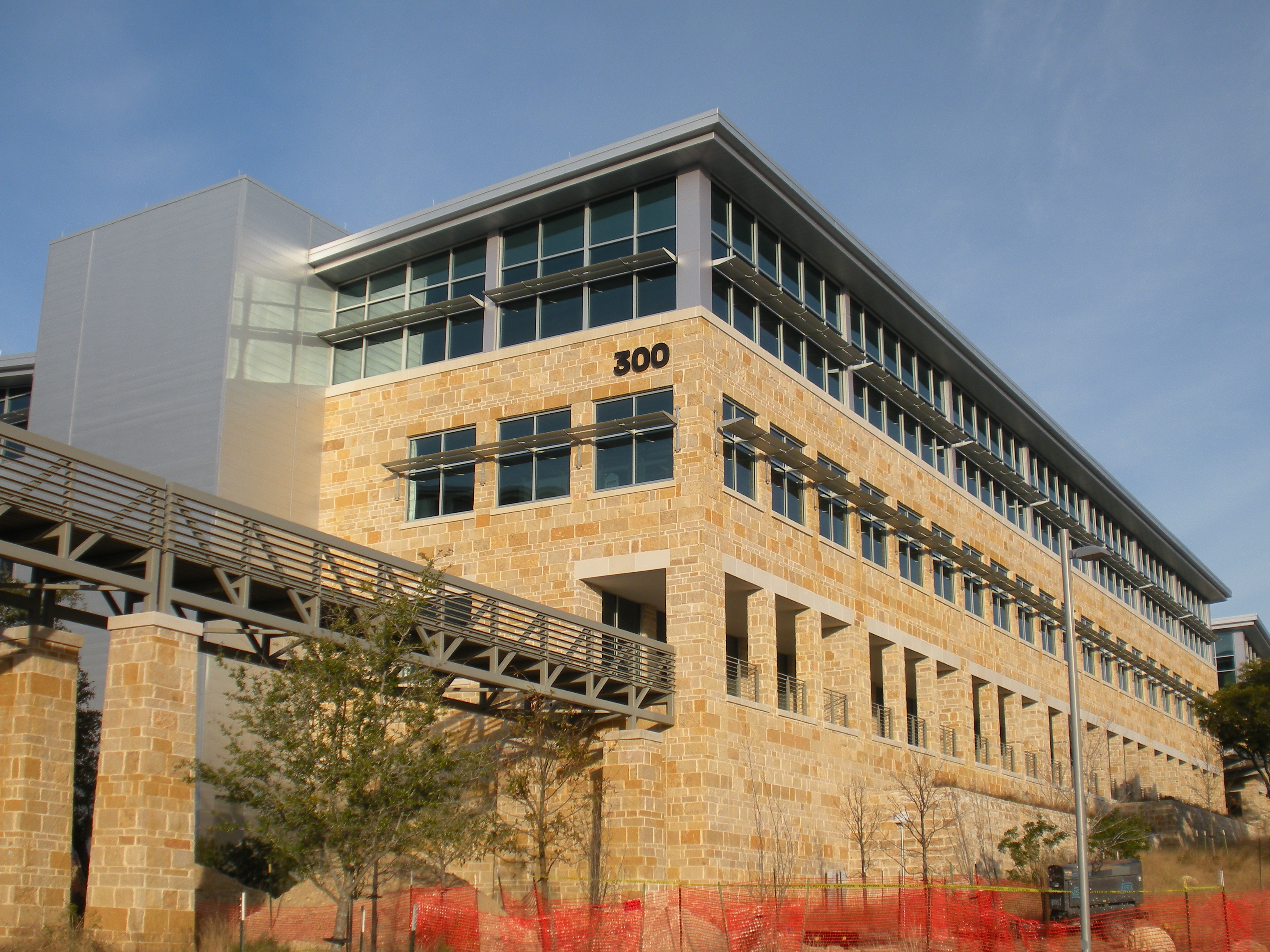
LEED de AMD campo Lone Star en Austin, Texas.

Advanced Micro Devices se fundó el 1 de mayo de 1969 por un grupo de ejecutivos de Fairchild Semiconductor, incluidos Jerry Sanders III, Edwin Turney, John Carey, Steven Simonsen, Jack Gifford y 3 miembros del equipo de Gifford: Frank Botte, Jim Giles y Larry Stenger. La compañía empezó a producir circuitos integrados lógicos, luego entró en el negocio de las memorias RAM en 1975. Ese mismo año hizo una copia de microprocesador Intel 8080 mediante técnicas de ingeniería inversa, al cual nombró como AMD 9080. Durante este período, AMD también diseñó y produjo una serie de procesadores Bit slicing (Am2901, Am29116, Am293xx) que fueron usados en varios diseños de microcomputadores.
Durante ese tiempo, AMD intentó cambiar la percepción que se tenía del RISC con sus procesadores AMD 29k y trató de diversificarlo introduciendo unidades gráficas y de video así como memorias EPROM. Esto tuvo su éxito a mediados de 1980 con el AMD7910 y AMD7911, unas de las primeras unidades que soportaban varios estándares tanto Bell como CCITT en 1200 baudios half duplex o 300/300 full duplex. El AMD 29k sobrevivió como un procesador embebido y AMD spin-off Spansion pasó a ser líder en la producción de Memorias flash. AMD decide cambiar de rumbo y concentrarse únicamente en los microprocesadores compatibles con Intel, colocándolo directamente en competencia con este y las memorias flash destinarlas a mercados secundarios.
AMD anuncia la adquisición de ATI Technologies el 24 de julio de 2006. AMD paga 4.300 millones de dólares en efectivo y 58 millones en acciones por un total de 5.400 millones. La adquisición se completó el 25 de octubre de 2006 y ahora ATI es parte de AMD.
En diciembre de 2006 se comunicó a AMD y a su principal competidor, Nvidia, que podrían estar violando leyes antimonopólicas incluyendo la capacidad de fijar precios.
En octubre de 2008, AMD anunció planes para escindir las operaciones de fabricación en forma de una empresa conjunta multimillonaria con la tecnológica Advanced Investment Co., una compañía de inversiones formada por el gobierno de Abu Dhabi. La nueva empresa se llama GlobalFoundries Inc.. Esta alianza permitiría a AMD centrarse únicamente en el diseño de chips. La decisión estuvo acompañada por la pérdida de cerca de 1000 puestos de trabajo, o alrededor del 10% de la fuerza laboral mundial de AMD.
En agosto de 2011, AMD anunció que el exejecutivo de Lenovo Rory Read se uniría a la compañía como director general, después de Dirk Meyer.
AMD anunció en noviembre de 2011 los planes para despedir a más del 10 % (1400) de los empleados de todas las divisiones en todo el mundo. Esta acción sería completada en Q1 2012 con la mayoría de los despidos efectuados antes de la Navidad de 2011. AMD anunció en octubre de 2012 que tiene previsto despedir un 15 % adicional de su fuerza de trabajo con una fecha de vigencia indeterminada para reducir los costos de cara a la disminución de los ingresos por ventas.
AMD adquirió el fabricante de servidores de bajo consumo SeaMicro a principios de 2012 como parte de una estrategia para recuperar la cuota de mercado perdida en el mercado de los chips de servidor.

## Historia de lanzamientos al mercado

### 8086, Am286, Am386, Am486, Am5x86
En 1982 AMD firmó un contrato con Intel, convirtiéndose en otro fabricante licenciatario de procesadores 8086 y 8088, esto porque IBM quería usar Intel 8088 en sus IBM PC, pero las políticas de IBM de la época exigían al menos dos proveedores para sus chips. AMD produjo después, bajo el mismo acuerdo, procesadores 80286, o 286, pero Intel canceló el contrato en 1986, rehusándose a revelar detalles técnicos del i386. La creciente popularidad del mercado de los clones de PC significaba que Intel podría producir CPUs según sus propios términos y no según los de IBM.
AMD apeló esa decisión y posteriormente ganó bajo arbitraje judicial. Comenzó un largo proceso judicial que solo acabaría en 1991, cuando la Suprema Corte de California finalmente falló a favor de AMD, y forzó a Intel a pagar más de 1000 millones de dólares en compensación por violación de contrato. Disputas legales subsiguientes se centraron en si AMD tenía o no derechos legales de usar derivados del microcódigo de Intel. Los fallos fueron favoreciendo a las dos partes. En vista de la incertidumbre, AMD se vio forzado a desarrollar versiones "en limpio" del código de Intel. Así, mientras un equipo de ingeniería describía las funciones del código, un segundo equipo sin acceso al código original debía desarrollar microcódigo que realizara las mismas funciones.
Llegado este punto, Jerry Sanders bien pudo retirarse del mercado. Pero en 1991 AMD lanza el Am386, su clon del procesador Intel 80386. En menos de un año AMD vendió un millón de unidades. El 386DX-40 de AMD fue muy popular entre los pequeños fabricantes independientes. Luego, en 1993 llegó Am486 que, al igual que su antecesor se vendió a un precio significativamente menor que las versiones de Intel. Am486 fue utilizado en numerosos equipos OEM e incluso por Compaq probando su popularidad. Pero nuevamente se trataba de un clon de la tecnología Intel; y a medida que los ciclos de la industria de las PC se acortaban, seguir clonando productos de Intel era una estrategia cada vez menos viable dado que AMD siempre estaría tras Intel.
El 30 de diciembre de 1994, la Suprema Corte de California finalmente negó a AMD el derecho de usar microcódigo de i386. Posteriormente, un acuerdo entre las dos empresas (cuyos términos aún siguen en el mayor de los secretos) permitió a AMD producir y vender microprocesadores con microcódigo de Intel 286, 386, y 486. El acuerdo parece haber permitido algunos licenciamientos cruzados de patentes, permitiendo a ambas partes el uso de innovaciones tecnológicas sin pago de derechos. Más allá de los detalles concretos del acuerdo, desde entonces no hubo acciones legales significativas entre las empresas.

### K5, K6, Athlon, Duron y Sempron
El primer procesador x86 completamente fabricado por AMD fue en el año 1995 desarrolló su primer procesador completamente nuevo: el AMD K5. Este primer modelo resulta interesante por ser, en realidad, un procesador de arquitectura RISC, con un traductor x86 integrado para que los PC de la época pudieran entender las instrucciones emitidas por el procesador. La «K» es una referencia a la kriptonita, que según de la tradición del cómic, es la única sustancia, que puede perjudicar a Superman, una clara referencia a Intel, que dominaba en el mercado en ese momento, como «Superman». El número «5» se refiere a la quinta generación de procesadores, en la cual Intel introdujo el nombre Pentium debido a que la Oficina de Patentes de los Estados Unidos dictaminó que un solo número no podía ser registrado como marca.
En 1995, AMD adquirió NexGen fabricante de procesadores de arquitectura RISC principalmente por los derechos de la serie NX de procesadores compatibles con x86. AMD dio al equipo de diseño de NexGen un edificio propio, los dejó solos, y les dio tiempo y dinero para reelaborar el Nx686. El resultado fue el procesador K6, introducido en 1995 y 1996. Aunque el K6 se basó en el Socket 7, algunas versiones como el K6-3/450 fueron más rápidas que el Pentium II de Intel (procesador de sexta generación).
El K7 es el procesador de séptima generación x86 de AMD, haciendo su debut el 23 de junio de 1999, bajo la marca Athlon. A diferencia de los procesadores anteriores de AMD, no podría ser utilizado en las mismas tarjetas madre, debido a problemas de licencia sobre el Slot 1 de Intel, AMD decide entonces usar como nombre la letra "A" que hace referencia al bus del procesador Alpha. Duron fue una versión limitada y de menor costo del Athlon (64KB en lugar de 256KB L2 de caché) con un socket de 462-pin PGA (Socket A) o soldado directamente a la tarjeta madre. Sempron fue lanzado como un procesador Athlon XP de menor costo sustituyendo al Duron en el socket "A" PGA, desde entonces se ha mantenido y actualizado esta línea hasta el socket AM3.
El 9 de octubre de 2001, fue lanzado el Athlon XP, seguido por el Athlon XP con 512 KB de caché L2 el 10 de febrero de 2003.

### AMD64 / K8
K8 es una gran revisión de la arquitectura K7, cuya mejora más notable es el agregado de extensiones de 64 bit sobre el conjunto de instrucciones x86. Esto es importante para AMD puesto que marca un intento de definir el estándar x86 e imponerse, en vez de seguir los estándares marcados por Intel. Y al respecto, AMD ha tenido éxito. La historia ha dado un giro y Microsoft adoptó el conjunto de instrucciones de AMD, dejando a Intel el trabajo de ingeniería inversa de las especificaciones de AMD (EM64T). Otras características notables de K8 son el aumento de los registros de propósito general (de 8 a 16 registros), la arquitectura Direct Connect Architecture y el uso de HyperTransport.
El proyecto AMD64 puede ser la culminación de la visionaria estrategia de Jerry Sanders, cuya meta corporativa para AMD fue la de convertirla en una poderosa empresa de investigación por derecho propio, y no solo una fábrica de clones de bajo precio, con estrechos márgenes de ganancia.
AMD Opteron es la versión para servidores corporativos de K8; y aunque fue concebida por la compañía para competir contra la línea IA-64 Itanium de Intel, dados los bajos volúmenes de venta y producción de esta última, compite actualmente con la línea Xeon de Intel.

#### Turion 64
El procesador AMD Turion 64 es una versión de bajo consumo del procesador AMD Athlon 64 destinada a los ordenadores portátiles, que salieron a competir contra la tecnología Centrino de Intel. Se presentan en dos series, ML con un consumo máximo de 35 W y MT con un consumo de 25 W, frente a los 27 W del Intel Pentium M. además de eso, existen millones de ellos

### Phenom (K10)
En noviembre de 2006, AMD hace público el desarrollo de su nuevo procesador con nombre código "Barcelona", lanzado a mediados del 2007. Con este procesador se da inicio a la arquitectura K8L.
Tras el dominio total de Intel con su arquitectura "CORE", AMD tuvo que rediseñar su tecnología de producción y finalmente dar el salto a los 65nm y a los Quad Core nativos, a diferencia de los Quad FX, que son 2 dual core en una misma placa madre. Un Quad core nativo (Monolítico), quiere decir que los cuatro núcleos del procesador son totalmente independientes entre sí, a diferencia de los "Kentsfield" (2 "Conroe") y los "Clovertown" (2 Kentsfield) de Intel, y de los Quad FX del propio AMD. Los primeros procesadores en usar el núcleo Barcelona, serán los Quad Core Opteron.
Características
- Proceso de fabricación de 65nm.
- Configuración y compatibilidad para plataformas multi-socket (4x4).
- 4MB de caché L3. (Compartido para los 4 núcleos).
- 9512KB de caché L2. (Para cada núcleo).
- Hyper Transport 3.0
- Soporte para memorias DDR3.
- Soporte para instrucciones extendidas SSE4.

### Athlon II y Phenom II
Finalmente, AMD pasó los 65nm a los 45nm en la fabricación con sus nuevos AMD Athlon II y Phenom II. Ambos emplean tanto Socket AM2+ como AM3, teniendo de esta manera, soporte para DDR3.
- En Dual Core "X2" están los modelos: 555, 560. (Compatibles con AM2+ y AM3). Con un TDP de 80 W. Con algunas placas base, se pueden desbloquear los 2 núcleos a los Phenom II X2, así pasaría a ser un Phenom II X4, con los 4 núcleos funcionando, eso es, porque en el proceso de fabricación, si no pasan los test de calidad y dan algún fallo, deshabilitan los cores, caché y/o similares. Por ejemplo un Phenom II 965BE de 4 núcleos, le someten a unas pruebas rigurosas, si uno de sus núcleos tiene fallos, lo deshabilitan y los vende como un modelo inferior.

- En Quad Core "X4" están los modelos: 955BE, 965BE, 970BE. (Compatibles con AM2+ y AM3). Con un TDP de 125 W en la revisión C3, también los hay de 140 W, pero eran de una revisión anterior, la C2. Las siglas BE, significa Black Edition, son los que tienen el multiplicador desbloqueado, para realizar un mejor overclocking. Estos procesadores son denominado bajo el nombre de Deneb.

- En Six Core "X6" están los modelos: 1055T, 1075T, 1090T, 1100T. (Compatible con AM3). Con un TDP de 140 W. Los procesadores 1090T y 1100T son BE. Estos son denominados Thuban

### Fusion, Bobcat, Bulldozer y Vishera
Después de la fusión entre AMD y ATI, la iniciativa con el nombre clave "Fusion" anunció que se unirán a la CPU algunos de sus chips principales, incluyendo un vínculo PCI Express de 16 carriles mínimo para acomodar periféricos externos PCI Express, lo que elimina completamente la necesidad de un northbridge en la placa base. En la iniciativa se ve como parte del procesamiento hecho originalmente en la CPU (por ejemplo, operaciones de la unidad de coma flotante) es trasladado a la GPU, que está mejor optimizada para los cálculos. Esta fusión fue dada a conocer por AMD como una unidad de procesamiento acelerado (APU).
Llano fue la segunda APU liberada, dirigida al mercado general, que incorpora una CPU y GPU en el mismo chip, así como las funciones de Northbridge, y etiquetados en la nueva línea de tiempo de AMD con el uso de "Socket FM1" y memoria DDR3. Estas, sin embargo, no estuvieron basadas el nuevo núcleo bulldozer y de hecho sería similar al procesador Phenom II "Deneb" que sirve como procesador de gama alta de AMD, hasta el lanzamiento de las nuevas piezas de 32 nm. El 28 de septiembre de 2011, AMD dijo que en el tercer trimestre de 2011 no tendrá un aumento en los ingresos del 10 % como planea antes, debido al problema de la fabricación con los chips de 32 nm Fusion Llano.
Bulldozer es el nombre clave de AMD para el segundo lanzamiento de CPU para procesadores de escritorio lanzado el 12 de octubre de 2011. Esta microarquitectura de la familia 15h es la sucesora de la familia 10h (K10) con microarquitectura y metodología de diseño M-SPACE. Bulldozer está diseñado desde cero, no es un desarrollo de procesadores anteriores. El núcleo está dirigido específicamente a los productos de computación con 10-125 vatios de TDP. AMD pretende mejorar dramáticamente la eficiencia en el desempeño por vatio en aplicaciones de computación de alto rendimiento (HPC) con núcleos Bulldozer.
Vishera es la serie de procesadores de AMD que sucedió a Bulldozer.
Bobcat es el último núcleo de procesador x86 de AMD destinado a mercado de bajo costo y bajo consumo. Se puso de manifiesto durante un discurso del vicepresidente ejecutivo de AMD Henri Richard en Computex 2007 y se puso en producción en el primer trimestre de 2011. Uno de los principales partidarios fue el vicepresidente ejecutivo Mario A. Rivas quien consideró que era difícil competir en el mercado x86 con un solo núcleo optimizado para el rango de 10-100 vatios y promovió activamente el desarrollo de un núcleo más simple con un rango objetivo de 1-10 watts.

### Chips basados en arquitectura ARM
AMD tiene previsto lanzar en 2014 un chip ARM para su uso en servidores como una alternativa a los chips actuales de bajo consumo x86 como parte de una estrategia para recuperar la cuota de mercado perdida en el negocio de chips de servidor.

### Chips basados en arquitectura Zen, Zen 2 y Zen 3
Zen es una nueva arquitectura para CPUs y APUs de la serie Ryzen basadas en x86-64. La arquitectura fue construida desde cero por un equipo liderado por Jim Keller, desde 2012 hasta 2015. Aunque no fue sino hasta 2017 cuando llegó al mercado de la mano de AMD.
Uno de los principales objetivos de AMD con los procesadores Zen era aumentar el IPC al menos un 40 %, pero en febrero de 2017 AMD anunció que había logrado un aumento del 52 %. Los procesadores fabricados con la arquitectura Zen están construidos mediante FinFET de 14 nm. Los procesadores anteriores de AMD eran de 32 nm ("Bulldozer" y CPUs "Piledriver") o de 28 nm ("Steamroller" y "Exca"). Debido a esto, el Zen es mucho más eficiente energéticamente. 
La arquitectura Zen es la primera en incluir CPUs y APUs de AMD construidos para un solo zócalo el Socket AM4. Otra novedad de esta arquitectura es la implementación de la tecnología de multithreading simultáneo (SMT), algo que Intel ya tenía en algunos de sus procesadores con su implementación patentada de Hyper-Threading de SMT. Zen también tiene soporte para memoria DDR4. 
AMD lanzó las CPUs de gama alta Ryzen 7 de la serie "Summit Ridge" el 2 de marzo de 2017, las CPUs de gama media Ryzen 5 el 11 de abril de 2017 y las CPUs de la serie Ryzen 3 de gama básica el 27 de julio de 2017. En enero de 2018 AMD anunció sus Ryzen 2. Y en mayo de 2019 ha anunciado la tercera generación de Ryzen que utilizará la arquitectura Zen 2. Estos nuevos Ryzen 3000 plantan cara, por primera vez en mucho tiempo, en rendimiento bruto a los procesadores más potentes de Intel. Además, con su construcción de 7 nm y su IHS soldado se logra una mejora de sus frecuencias máximas, aunque los Ryzen 3000 tienen, en general, una baja capacidad de overclock manual debido a que su avanzado sistema de autocontrol de frecuencias ya aumenta el rendimiento de forma dinámica hasta cerca de su límite.
En CES 2020, AMD anunció su Ryzen Mobile 4000, como el primer procesador móvil x86 de 7 nm, el primer procesador móvil de alto rendimiento de 8 núcleos (también 16 hilos) de 7 nm y el primer procesador móvil de 8 núcleos (también 16 hilos). Esta generación todavía se basa en la arquitectura Zen 2. En octubre de 2020, AMD anunció su CPU Zen 3.En la prueba de rendimiento de subproceso único de PassMark, el Ryzen 5 5600x superó a todas las demás CPU además del Ryzen 9 5950X.
Steam Deck, PlayStation 5, Xbox Series X y Series S usan chips basados en la microarquitectura Zen 2, con ajustes patentados y configuraciones diferentes en la implementación de cada sistema que AMD vende en sus propias APU disponibles comercialmente.

### Chips basados en arquitectura Zen 4
El 27 de septiembre de 2022 fue lanzada la arquitectura Zen 4, esta arquitectura utiliza el proceso de 5 nm de TSMC. Zen 4 alimenta los procesadores de escritorio principales  Ryzen 7000 (nombre en código "Raphael") y se utilizará en procesadores móviles de alta gama (nombre en código "Range Dragon"), procesadores móviles delgados y livianos (nombre en código "Phoenix"), así como el servidor Epyc 7004 procesadores (nombre en código "Génova" y "Bérgamo").

### Chips basados en arquitectura Zen 5
El 15 de agosto de 2024 fue lanzada la arquitectura Zen 5, la nueva arquitectura utiliza el proceso de N4X de TSMC. Alimenta a los procesadores de escritorio principales Ryzen 9000 (Nombre en código "Granite Ridge"), los procesadores de servidor Epyc 9005 (Nombre en código "Turin"), y los procesadores móviles Ryzen AI 300 (nombre en código "Strix Point").

## Otras plataformas y tecnologías

### Iniciativa 50X15
Consiste en que la mitad de la población cuente con la capacidad de conectarse a internet para el 2015; esto se logra a través de concursos entre universidades de varios países donde desarrollan las mejores soluciones para cada región del planeta basadas en la tecnología de AMD. Además se cuenta con prestigiosos organismos multilaterales entre los que podemos encontrar a la FAO y UNICEF

### AMD / ATI
Después de completar la compra de ATI en 2006, AMD se reestructura como la única empresa en el mundo que provee un abanico de soluciones en todos los ramos de microprocesadores, tarjetas gráficas y chipsets. Así también se convierte en el mayor productor mundial de chips para TV, consolas y telefonía móvil en el mundo, con esto AMD se convierte hoy en día en el mayor rival de Intel en cuanto a soluciones en semiconductores se refiere.[cita requerida]
A finales del 2010, AMD, de la cual ATI es filial, anunció que desde la serie Radeon HD 6000, se reemplazaría la marca ATI por AMD para ayudar a impulsar las plataformas AMD Vision y AMD Fusion.

### Sistemas integrados

#### Geode
En agosto de 2003, AMD compra también la empresa Geode (originalmente Cyrix MediaGX) a National Semiconductor para extender su línea, ya existente, de productos x86 para sistemas integrados. A mediados de 2004, lanzó sus procesadores Geode de bajo consumo con velocidad máxima de 1,4 GHz y consumo máximo de 19 W.
Existen 3 familias de procesadores dentro de la gama de procesadores Geode:
- AMD Geode LX, especialmente pensado para "Cliente liviano" basados en plataformas x86, "set-top boxes" interactivos, ordenadores «single-board», Agendas personales (PDAs), y dispositivos móviles para Internet y de entretenimiento.
- AMD Geode NX, pensado para «Cliente liviano», terminales punto de venta (TPV), kioskos, impresoras de alto rendimiento y sistemas multimedia para el hogar.
- AMD Geode GX 533@ 10,1W Processor, especialmente pensado para aplicaciones de Internet de banda ancha, y además con un consumo de tan solo 10,1 W.

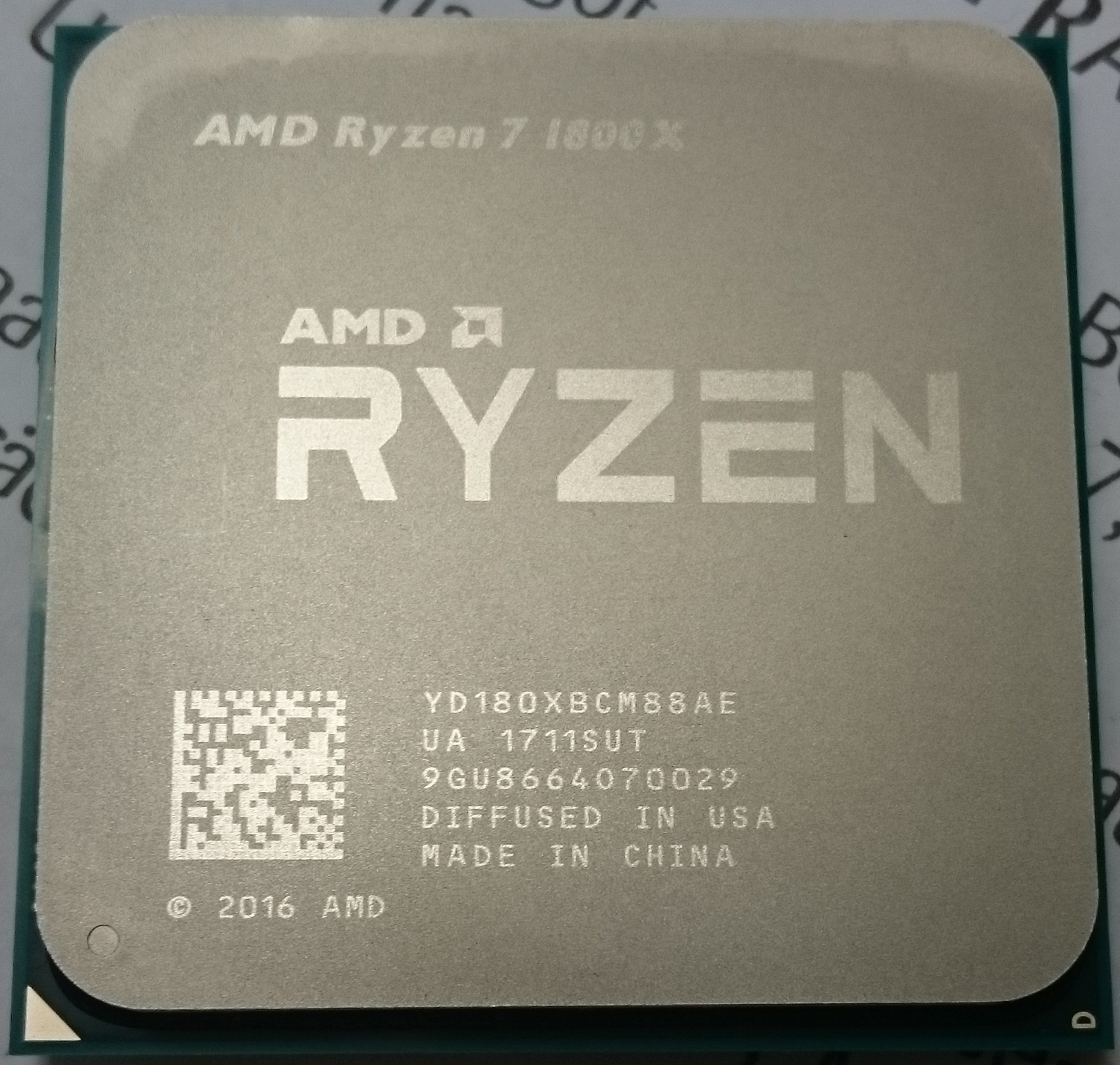
AMD Ryzen 7 1800X DSC 0251

## Procesadores AMD Ryzen de 1.ª y 2.ª generación
- Procesadores AMD Ryzen™ Threadripper (de 8 a 32 núcleos, hasta 64 subprocesos, memoria caché de 20 MB a 40 MB).
- Procesadores AMD Ryzen™ 7 (8 núcleos, 16 subprocesos, memoria caché de 20 MB).
- Procesadores AMD Ryzen™ 5 (de 4 a 6 núcleos, hasta 12 subprocesos, memoria caché de 10 MB a 16 MB).
- Procesadores AMD Ryzen™ 3 (4 núcleos, memoria caché de 10 MB).

## Procesadores de escritorio AMD Ryzen de 3.ª generación
Los procesadores de escritorio AMD Ryzen 3000 series están basados en la arquitectura Zen 2, que se caracteriza por el uso de chiplets. Esto permite una mayor flexibilidad a la hora de aprovechar el nuevo nodo de fabricación a 7 nanómetros de TSMC para obtener un mayor rendimiento, aumentando las frecuencias, las instrucciones por ciclo y el número de núcleos. En su presentación durante la Computex 2019, AMD mostró que estos procesadores eran capaces de vencer a los productos de Intel en rendimiento mononúcleo y multinúcleo, además de ser considerablemente más eficientes. Los procesadores confirmados oficialmente son los siguientes:
- Procesadores AMD Ryzen™ 9 (16 núcleos, 32 subprocesos, memoria caché de 72 MB).
- Procesadores AMD Ryzen™ 7 (8 núcleos, 16 subprocesos, memoria caché de 36 MB).
- Procesadores AMD Ryzen™ 5 (6 núcleos, 12 subprocesos, memoria caché de 35 MB).
- Procesadores AMD Ryzen™ 3 (4 núcleos, 8 subprocesos, memoria caché de 18 MB).

Estos procesadores están disponibles al público desde el 7 de julio de 2019.
AMD Ryzen 4800 7nm 2020 

## Tarjetas gráficas actuales de AMD
- Radeon RX VEGA
- Radeon RX Serie 500
- Radeon RX Serie 400
- Radeon Pro
- Radeon VII
- Radeon RX Serie 5000
- Radeon RX Serie 6000
- Radeon RX Serie 7000

## Curiosidades
- En abril de 2025, anunciaron el lanzamiento del EPYC Venice, el primer chip de 2 nm del mundo.[34]